# Море крови (опера)
«Море крови» (кор. 피바다, Пхибада) — северокорейская революционная опера.

## Описание
Опера «Море крови» создана в КНДР «по мотивам бессмертного классического произведения» — поставленного в августе 1936 года революционного спектакля с таким же названием, повествующая о массовом убийстве корейцев во время долгого периода японской оккупации Кореи. Состоит из семи действий, премьера оперы состоялась 17 июля 1971 года (значительно реже указывается 7 июля) в Пхеньянском Большом театре в присутствии Ким Ир Сена. Эта опера — первая из «Пяти Великих революционных опер» (5대 혁명가극), группы классических опер революционной тематики, чей репертуар очень популярен в КНДР, другие четыре: «Цветочница» (1971), «Верная дочь партии» (1971), «Расскажи, тайга» (1972), «Песня о Кымгансане» (1973).
Опера «Море крови» — единственное представление главного Пхеньянского театра, которое исполняется 3-4 раза в неделю. Постановка «Море крови» насчитывает 1500 раз.
По мотивам «Моря крови» также был поставлен спектакль (1936), написан роман (1973) и снят трёхчасовой чёрно-белый фильм (1969), который, по слухам, был срежиссирован Ким Ир Сеном и его сыном Ким Чен Иром и выпущен Корейской киностудией.

## В филателии
17 июля 1981 года в честь 10-летия революционной оперы «Море крови» выпущена почтовая марка КНДР номиналом 10 вон с изображением сцены из этой оперы и текстом на корейском языке.